# آنتونی لیکو
آنتونی لیکو (انگلیسی: Antoni Łyko؛ ۲۷ مه ۱۹۰۷ – ۳ ژوئن ۱۹۴۱) یک بازیکن فوتبال اهل لهستان بود.
از باشگاه‌هایی که در آن بازی کرده‌است می‌توان به باشگاه فوتبال ویسوا کراکوف و تیم ملی فوتبال لهستان اشاره کرد.